# Laurent Estienne Barisy
Laurent-André-Estienne-Marie Barisy (8 novembre 1769–23 juillet 1802), était un officier de marine originaire de l'île de Groix qui vint au service de Nguyen Anh, futur empereur Gia Long d'Annam (aujourd'hui Viêt Nam). Laurent Barisy est né à Port Louis, Île de France (Maurice de nos jours). Il a été originaire de Groix, Bretagne, France. Les documents officiels ne dévoilaient pas sa nationalité. Barisy a été ami de Olivier de Puymanel. Il est entré au service de Nguyēn Ánh en 1793 et a passé la plupart de son temps à acheter les approvisionnements militaires à Malacca, Manila et Batavia. Il a fait son service militaire comme lieutenant-colonel dans l'armée de Nguyễn lord. Il a été commandant de navire de guerre l'Armide,. Il a reçu un titre noble Thiện Tri Hầu ("Marquis Thiện Tri") de la part de Nguyễn Ánh. 
Il a participé dans la bataille de Đà Nẵng et Phú Xuân (Huế) en 1801. Il est mort le 23 juin 1802 avant que  Lord Nguyễn Ánh ait pris Thăng Long (Hanoi) et a réunifié Vietnam. Barisy a épousé une femme vietnamienne. Une de ses filles a été la seconde femme de Jean-Baptiste Chaigneau.